# منشور بغداد
منشور بغداد متنی بود که در سال ۴۰۱ هجری (۱۰۱۱ م) از طرف خلیفه عباسی القادر علیه خلفای فاطمی مصر صادر شد و در آن از جمله انتساب فاطمیان به فاطمه دخت پیامبر اسلام را زیر سؤال برد.

## زمینه
این منشور نتیجه گسترش مداوم حوزه نفوذ خلافت فاطمی از زمان تأسیس آن در اوایل قرن دهم و ادامه فعالیت جنبش تبلیغی اسماعیلی موسوم به دعوت اسماعیلی به نفع فاطمیان در سراسر خاورمیانه بود. در سال ۴۰۱، دعوت اسماعیلی به موفقیتی چشمگیری دست یافت، زمانی که عقیلیان شیعه‌مذهب که بر موصل، مدائن، کوفه و سایر شهرهای نزدیک به پایتخت عباسیان بغداد حکومت می‌کردند، علناً حاکمیت خلیفه فاطمی الحاکم بأمرالله را به رسمیت شناختند و خطبه به نام او خواندند. به زودی قبیله بنی اسد که ایضاً از ساکنان عراق بودند به ایشان پیوستند. 
این گسترش نفوذ فاطمیان تا آستان بغداد خلیفه عباسی القادر بالله را نگران کرد و وی را به فکر اقدامات متقابل انداخت. در همین سال، القادر با موفقیت امیر عقیلی قرواش بن مقلد را با تهدید به حمله مجبور کرد تا به پذیرش خلافت عباسی بازگردد. 

## منشور
القادر سپس مجلسی از علمای برجسته اهل سنت و شیعه اثنی عشری و نیز جمع بزرگی از بزرگان علوی را به شور خواند. این مجمع منشوری را امضا کردند که ادعای نسب فاطمیان به علی و اهل بیت (آل محمد) را جعلی و نادرست می‌خواند و از این رو اساس ادعای سلسله فاطمیان مبنی بر رهبری در جهان اسلام را به چالش می‌کشید.  
این منشور بر اساس آثار نویسندگان ضد فاطمی پیشین همچون ابن رزام و اخو محسن، شجره‌نامه‌ای جایگزین را به فاطمیان نسبت داد که نسب ایشان را نه به خاندان پیامبر اسلام، بلکه به شخصی به نام دیسان بن سعید می‌رساند.  دستور داده شد که این سند در مساجد سرتاسر سرزمین‌های عباسی خوانده شود و القادر تعدادی از متکلمان را مأمور کرد تا رساله‌های ضد فاطمی دیگری بنویسند.  این منشور و فهرست امضاکنندگان آن توسط منابع متعدد قدیم نقل شده‌است. در اوایل قرن بیستم، به دلیل کمبود منابع جایگزین، این منشور ضد فاطمی به عنوان یکی از منبع اصلی در مورد منشأ و مبدأ فاطمیان و تاریخ اولیه ایشان مورد استفاده نویسندگان دانشگاهی بود. 

## ارجاعات
1. ↑  Daftary 2007, pp. 184–185.
2. 1 2 3  Daftary 2007, p. 185.
3. 1 2  Jiwa 2018, p. 22.
4. ↑  Daftary 2007, pp. 101–102, 185.
5. ↑  cf. (Jiwa 2018)